# Oospila loreenae
Oospila loreenae es una especie de polilla de reciente descubrimiento, perteneciente a la familia Geometridae, descrita en 2018, con distribución en Bolivia. Pertenece a un grupo de especies que lleva el nombre de Oospila flavilimes.